# Bibliothèque de Canet-en-Roussillon
La Médiathèque Albert Camus est la bibliothèque municipale de Canet-en-Roussillon. Elle a été inaugurée en 1997. Elle a été nommée en l'honneur du prix Nobel de littérature Albert Camus.

Elle se trouve l'ancienne école des filles, situé avenue de Perpignan.

## Collections
La bibliothèque contient environ 25 000 documents. Informatisée depuis 2001, son catalogue et son portail internet sont fusionnés avec ceux des bibliothèques de Perpignan Méditerranée Métropole en avril 2017.

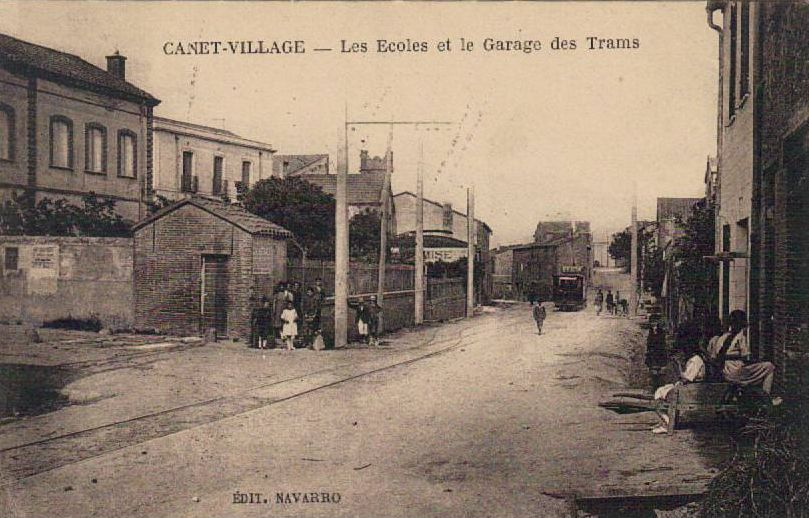
L'ancienne école
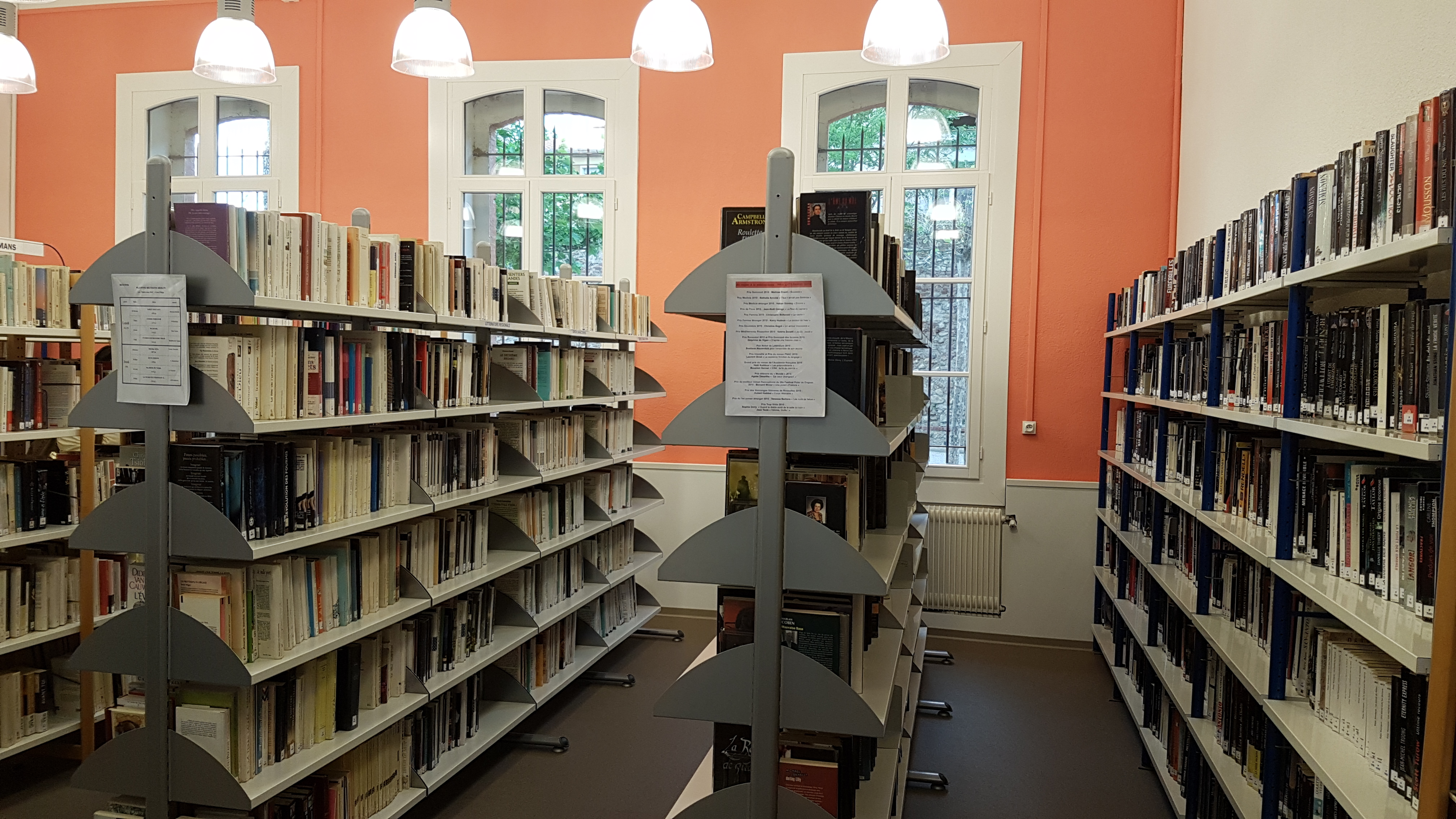
La première salle au RDC
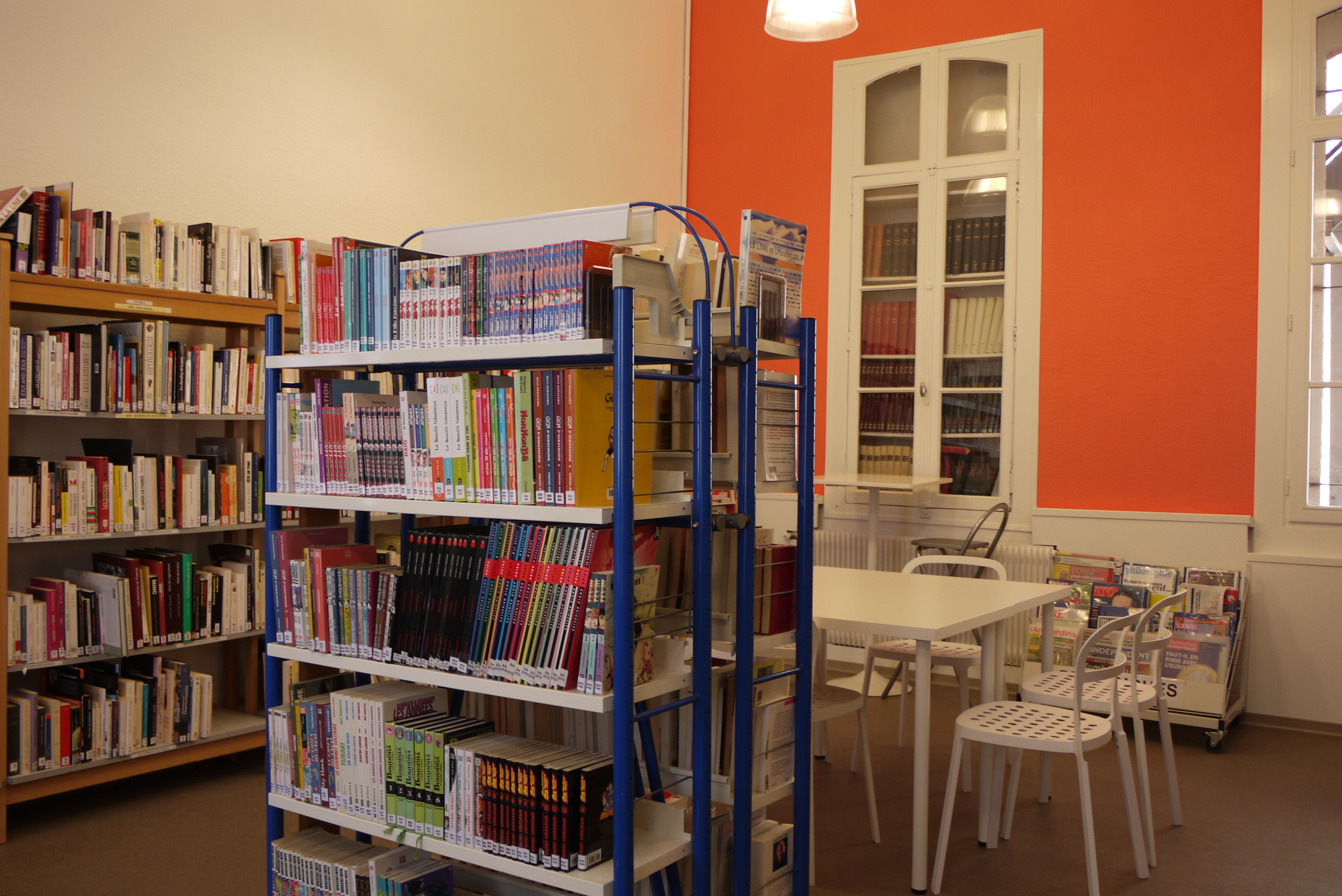
La deuxième salle au RDC

## Animations

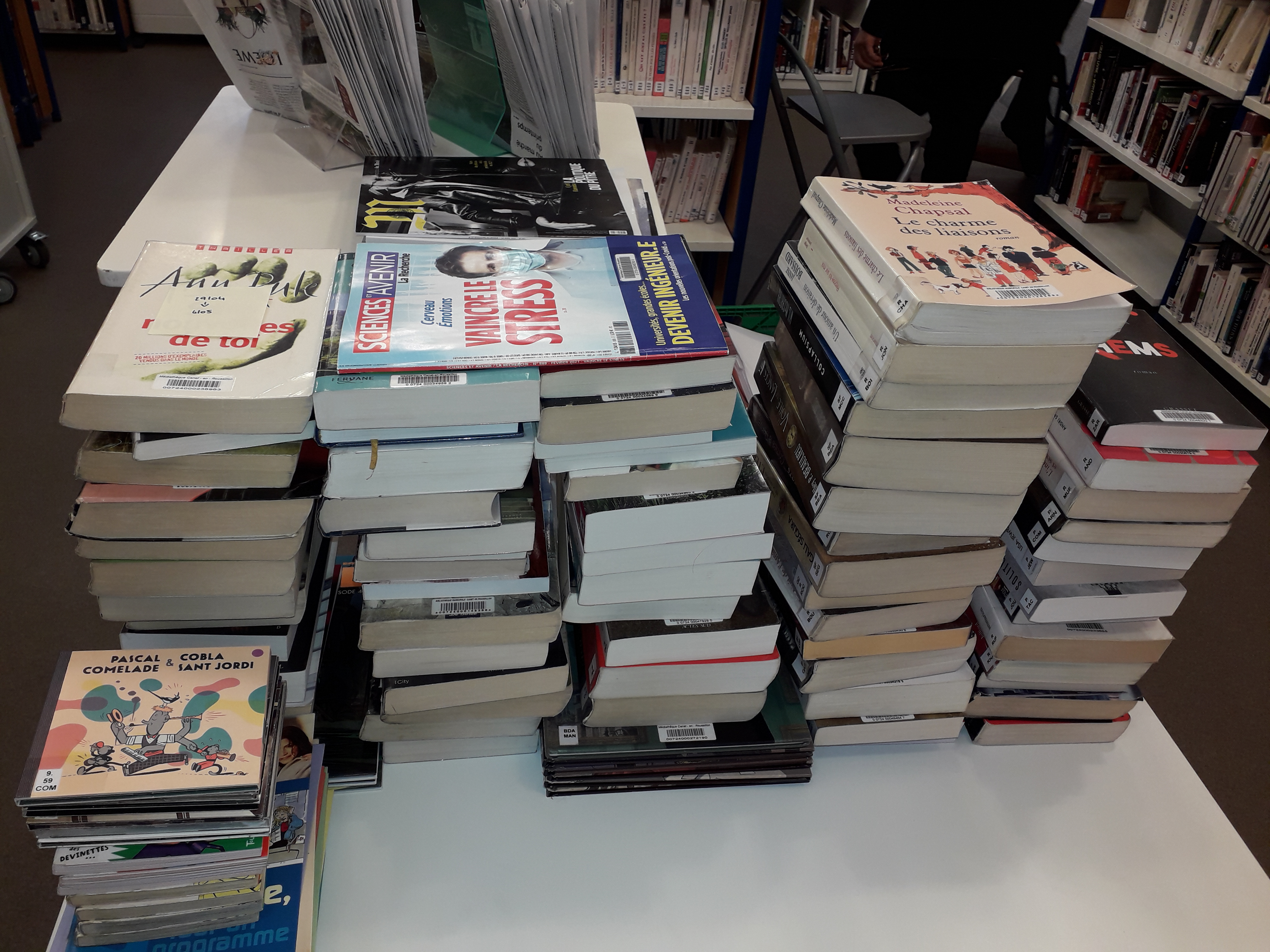
Pile de livres en quarantaine à la Médiathèque de Canet-en-Roussillon en 2021.

La bibliothèque de Canet-en-Roussillon est partenaire chaque année du prix des Incorruptibles et organise le vote des classes participantes. Elle reçoit également, en partenariat avec la médiathèque départementale des Pyrénées-Orientales, des auteurs sélectionnés pour le prix, à l'instar de Chantal Cahour, venue à la bibliothèque en 2014 pour rencontrer les élèves et remettre un exemplaire du livre Fantôme et carnet magique co-écrit avec eux.
Depuis 2015, la médiathèque ouvre durant les mois de juillet et août une biblioplage sur une des plages de la commune, gratuite et sans inscription.